# Усюкин, Иван Петрович
Иван Петрович Усю́кин (1905—1992) — советский учёный, специалист по технике низких температур и разделению газов.

## Биография
Родился 7 (20 февраля) 1905 года в селе Дубровичи (ныне Рязанский район, Рязанская область).
Окончил сельскую школу, рабфак, механический факультет МХТИ имени Д. И. Менделеева (1930) и был зачислен в аспирантуру. В 1935 году защитил кандидатскую диссертацию.
С 1932 года и до конца жизни работал в Московском институте инженеров химического машиностроения (также назывался институт химического машиностроения), с 1981 года профессор-консультант. Заведующий кафедрами: «Оборудование холодильно-газовых производств» (1937—1942); «Процессы и аппараты» (1942—1947), «Холодильные и компрессорные машины и установки», «Криогенная техника» (1947—1981).
Одновременно в 1937—1946 годах руководил Особым КБ по проектированию абсорбционных холодильных машин Глававтогена Наркомата тяжёлого машиностроения СССР. В 1945 года в командировке в Германии для отбора оборудования по репарациям.
В 1946—1949 — директор, в 1949—1955 годах зам. директора по научной работе ВНИИ кислородного машиностроения Главкислорода при СМ СССР.
Доктор технических наук (1943, тема диссертации «Сравнительная характеристика абсорбционных и компрессорных машин»). Профессор (1944).
Умер 23 января 1992 года. Похоронен в Москве на Миусском кладбище.

## Область научных интересов
- исследования в области криогенных технологий и разработки оборудования для получения газообразного и жидкого кислорода,
- усовершенствование методов производства минеральных удобрений,
- создание устройств заправки криокомпонентами авиационной и ракетной техники,
- создание и внедрение в промышленность методов производства высокоэффективных взрывчатых веществ,
- создание воздухоразделительных установок большой мощности по получению кислорода для обогащения доменного дутья в металлургии и чистых газообразных продуктов для нужд промышленности.

## Книги
- Машины и аппараты разделения воздуха методом глубокого охлаждения. М., 1959;
- Установки, машины и аппараты криогенной техники: В 2 т. М., 1976—1982.

## Награды и премии
- заслуженный деятель науки и техники РСФСР (1966)
- Сталинская премия III степени (14 марта 1941) — за разработку метода интенсификации производства азотной кислоты
- Сталинская премия III степени (1946) — за разработку методов интенсификации производства взрывчатых веществ, обеспечивших значительное увеличение выпуска военной продукции при снижении расхода химикалий
- Сталинская премия II степени (1951) — за создание новых мощных установок для получения кислорода
- орден Ленина (1939)
- два ордена Трудового Красного Знамени (1946, 1960)
- орден Октябрьской революции (1975)
- В 1998 Учёный совет МГУИЭ учредил стипендии имени И. П. Усюкина для наиболее одаренных студентов